# Бачинський Олександр Сергійович
Олекса́ндр Сергі́йович Бачи́нський (18 вересня 1979, с. Красилівка, Ставищенський район — 29 вересня 2016, Київ) — солдат Збройних сил України.

## Життєпис
Батько п'яти дітей — від першого шлюбу донька Вероніка, з другою дружиною Наталією виховали чотирьох: доньки Тетяна, Анжела, Ліля та син Андрій. В мирний час проживав у селі Красилівка Ставищенського району, працював різноробом на фермі.
Призваний в березні 2014-го, лагодив бронетехніку. Тренувалися на полігоні в Житомирській області, частина переведена під Слов'янськ, звідти — під Луганськ. 14 липня потрапив під обстріл «Градами» під Луганськом в Зеленопіллі, де був важко поранений: перебитий хребет, прострелені легені та нирки. Лікувався в Одеському військовому госпіталі, пізніше в Київській обласній лікарні, Інституті Ромаданова, Київській міській лікарні номер 3, Київській лікарні номер 2.

## Нагороди
14 листопада 2014 за особисту мужність і героїзм, виявлені у захисті державного суверенітету та територіальної цілісності України, вірність військовій присязі під час російсько-української війни нагороджений орденом «За мужність III ступеня».